# ميكايل فينك
ميكايل فينك (بالألمانية: Michael Fink)‏ (1 فبراير 1982 بفايبلينغن في ألمانيا - ) هو مدرب كرة قدم ولاعب كرة قدم ألماني في مركز الوسط. لعب مع آينتراخت فرانكفورت وأرمينيا بيليفيلد وإرتسغيبيرغه آوه وبوروسيا مونشنغلادباخ وسامسون سبور وفالدهوف مانهايم ونادي بشكتاش وفي إف بي شتوتغارت الثاني وArminia Bielefeld II ‏.

## وصلات خارجية
- ميكايل فينك على موقع اتحاد تركيا (لاعب) (الإنجليزية)
- ميكايل فينك على موقع قاعدة بيانات كرة القدم.إي يو (الإنجليزية)
- ميكايل فينك على موقع بيانات كرة القدم. دي إي (الألمانية)
- ميكايل فينك على موقع عالم كرة القدم.نت (الإنجليزية)